# 1842 год в театре
1842 год в театре

## События
- Московский Большой театр переходит в ведение петербургской дирекции императорских театров; по этому случаю из столицы в Москву была прислана оперная труппа;
- 28 марта, Львов — открытие Театра Скарбека. Здание, построенное меценатом Станиславом Скарбеком в 1837—1842 годах по проекту архитекторов Л. Пихля и Иоганна Зальцмана, было самым большим театральным сооружением Европы и третьим по количеству зрительских мест после театров Милана и Дрездена (1460). Театр открылся драмой Ф. Грильпарцера «Иллюзия жизни», на следующий день были даны «Браки господские» А. Фредро.
- 15 августа, Харьков — открытие театра, построенного актёром и антрепренёром Людвигом Млотковским. Новый театр, вмещавший до 1020 зрителей, выгодно отличался от старого как своим внешним видом, так и внутренней отделкой. В зале было 60 лож, расположенных в трёх ярусах и 150 кресел партера. В следующем году из-за долгов здание было сдано в аренду вновь образованной театральной дирекции, в 1893 году — перестроено, в настоящее время здесь находится драматический театр имени Т. Шевченко.

### Постановки

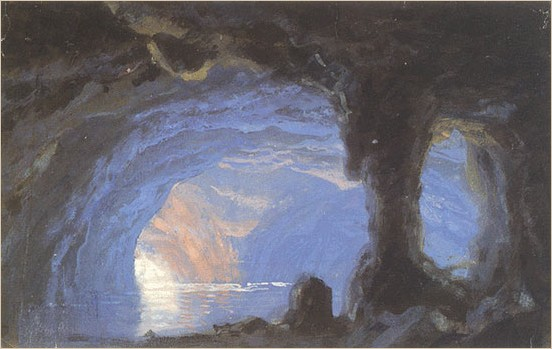
Фердинанд Кристенсен. Голубой грот. Эскиз декорации к балету «Неаполь»

- В Марселе, Турине, Лондоне, Брюсселе, Вене и Санкт-Петербурге прошли премьеры парижской новинки 1841 года — балета «Жизель»;
- В Саратове состоялась первая в российской провинции постановка оперы Алексея Верстовского «Аскольдова могила»[1].
- 26 февраля — премьера пьесы Эжена Лабиша, Огюста Лефрана и Мельвиля «Особые обстоятельства» (Театр Пале-Рояль, Париж);
- 9 марта — премьера оперы Джузеппе Верди «Навуходоносор» (театр «Ла Скала», Милан);
- 12 марта — лондонская премьера балета «Жизель» (Жизель — Карлотта Гризи, граф Альбрехт — Жюль Перро, Театр Её Величества, Лондон);
- 19 марта — премьера комедии Оноре де Бальзака «Надежды Кинолы» (театр «Одеон», Париж);
- 29 марта — премьера балета Августа Бурнонвиля «Неаполь» (Королевский балет Дании, Копенгаген);
- 22 июня — премьера балета Адольфа Адана по либретто Анри де Сен-Жоржа «Гентская красавица» (хореография и постановка Альбера, Беатриса — Карлотта Гризи, Бенедикт — Люсьен Петипа, театр Ле Пелетье, Королевская академия музыки, Париж);
- 7 сентября — московская премьера оперы Михаила Глинки «Жизнь за царя», постановка Павла Щепина (Большой театр, Москва);
- 11 сентября — премьера сцен из поэмы Н. В. Гоголя «Мёртвые души» (составитель Николай Куликов, в бенефис актёра Ивана Самарина[уточнить], Малый театр, Москва).
- 9 декабря — премьера оперы Михаила Глинки «Руслан и Людмила» (дирижёр Карл Альбрехт, Большой театр, Санкт-Петербург);
- 18 декабря — российская премьера балета «Жизель» (постановка Антуана Титюса, Жизель — Елена Андреянова, Большой театр, Санкт-Петербург);

## Деятели театра
- Свою сценическую карьеру начал драматический актёр Корнелий Полтавцев.
- Балерина Екатерина Телешева оставила сцену.

### Родились
- ? — балерины, солистки Мариинского театра Александра Кеммерер и Матильда Мадаева;
- 3 (15) января, село Спасское-Лутовиново Орловской губернии — балерина Большого театра, одна из первых исполнительниц партии Одетты-Одиллии в балете «Лебединое озеро» Анна Собещанская;
- 12 мая, деревушка близ Сент-Этьена — французский композитор, автор более чем тридцати опер, Жюль Массне;
- 24 сентября, Париж — Эмма Ливри, французская танцовщица, одна из последних балерин эпохи романтического балета;
- 6 ноября, Милан — итальянский поэт и драматург Феличе Каваллотти;

### Скончались
- 24 апреля, Париж — французский писатель, драматург и либреттист Жан-Николя Буйи (род. 1763);
- 31 октября (12 ноября) — балерина московского Большого театра, мать прима-балерины Надежды Богдановой, Татьяна Карпакова (род. ок. 1812).
- 5 декабря, Париж — французский танцовщик, балетмейстер и педагог Огюст Вестрис (род. 1760).